# Station Winterswijk West
Station Winterswijk West is een spoorwegstation in de Gelderse plaats Winterswijk aan de spoorlijn Zutphen - Winterswijk. Het station werd geopend op 10 juni 2001.
Vroeger kruisten de spoorlijnen Winterswijk NWS-Zutphen en Winterswijk GOLS-Neede elkaar iets ten westen van dit station. Het oorspronkelijke spoortracé ligt verscholen in het struikgewas achter het perron.
Ieder half uur stoppen hier de stop- en sneltrein Zutphen – Winterswijk, geëxploiteerd door Arriva. De exploitatie was tot december 2012 in handen van Syntus.
| Serie       | Treinsoort         | Route                                                | Bijzonderheden |
| ----------- | ------------------ | ---------------------------------------------------- | --- |
| 30400 RE 30 | Sneltrein (Arriva) | Apeldoorn – Zutphen – Winterswijk West – Winterswijk | Rijdt 's avonds van Zutphen naar Apeldoorn en van Apeldoorn naar Winterswijk. Rijdt in het weekend de gehele dag tussen Winterswijk en Apeldoorn. Stopt tussen Zutphen en Winterswijk op alle tussengelegen stations. |
| 30800 RS 31 | Stoptrein (Arriva) | Winterswijk – Winterswijk West – Zutphen             | enkele treinen rijden van/naar Apeldoorn |

## Afbeeldingen

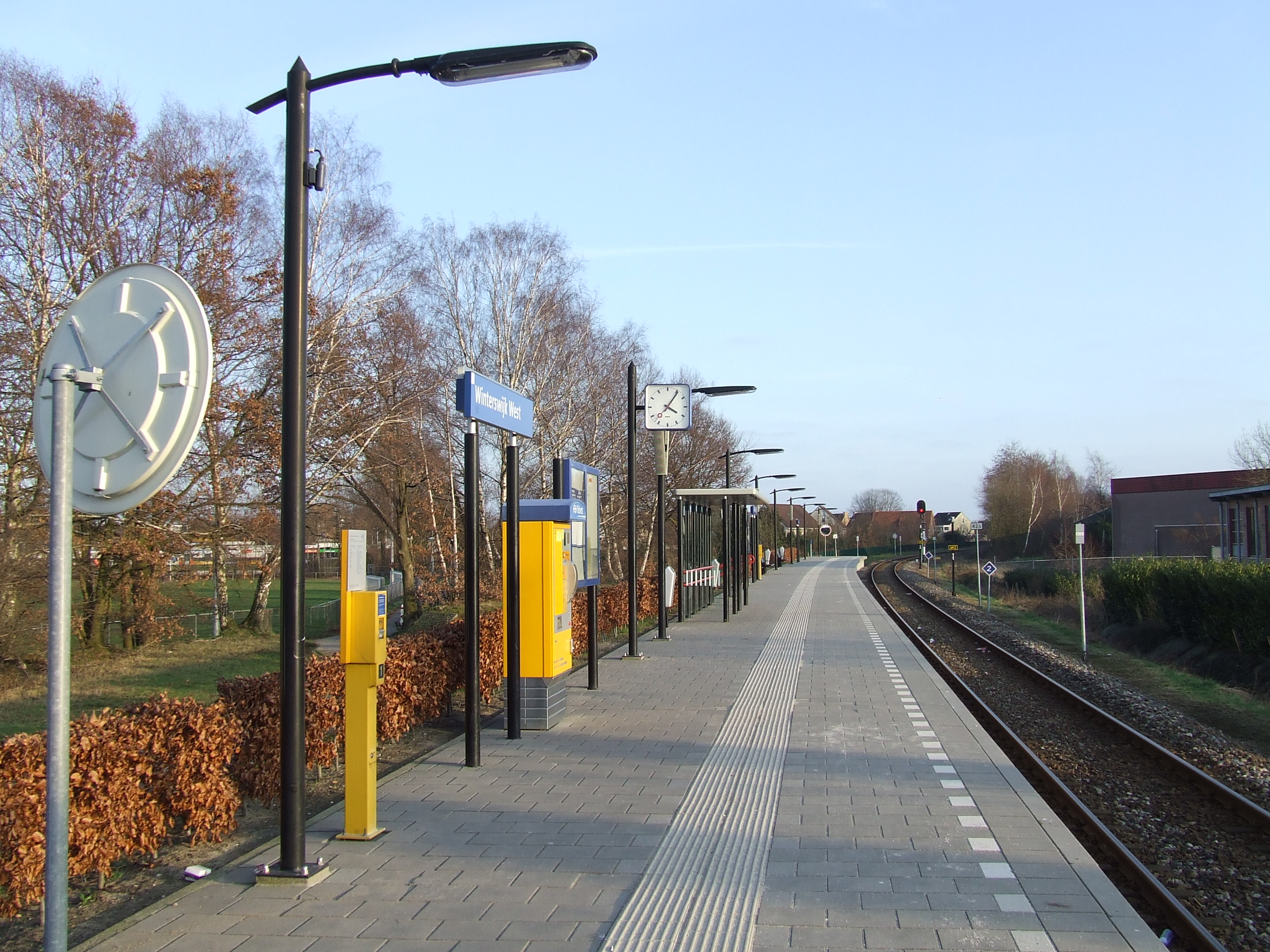
Station in 2007
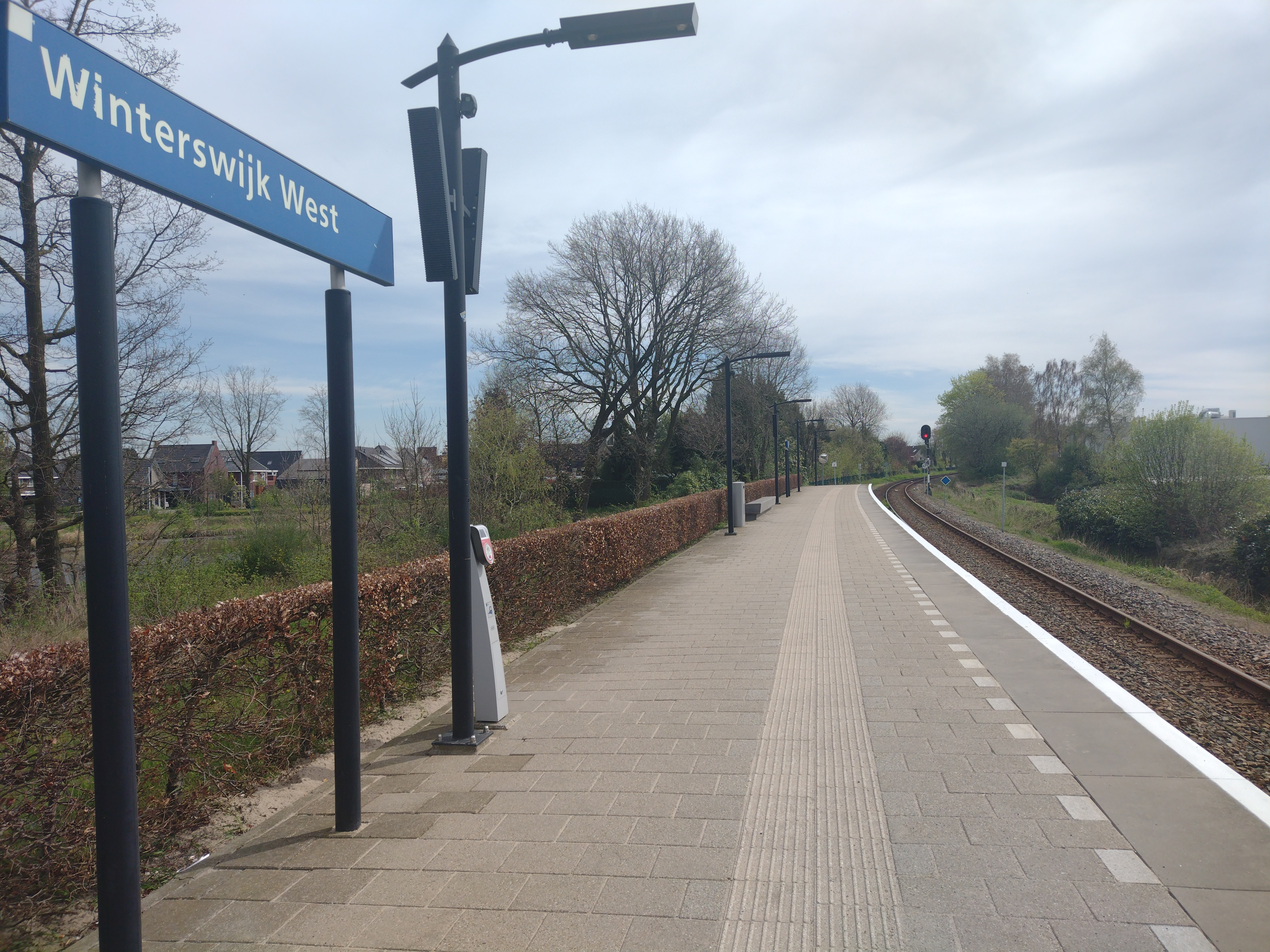
Perron in 2024
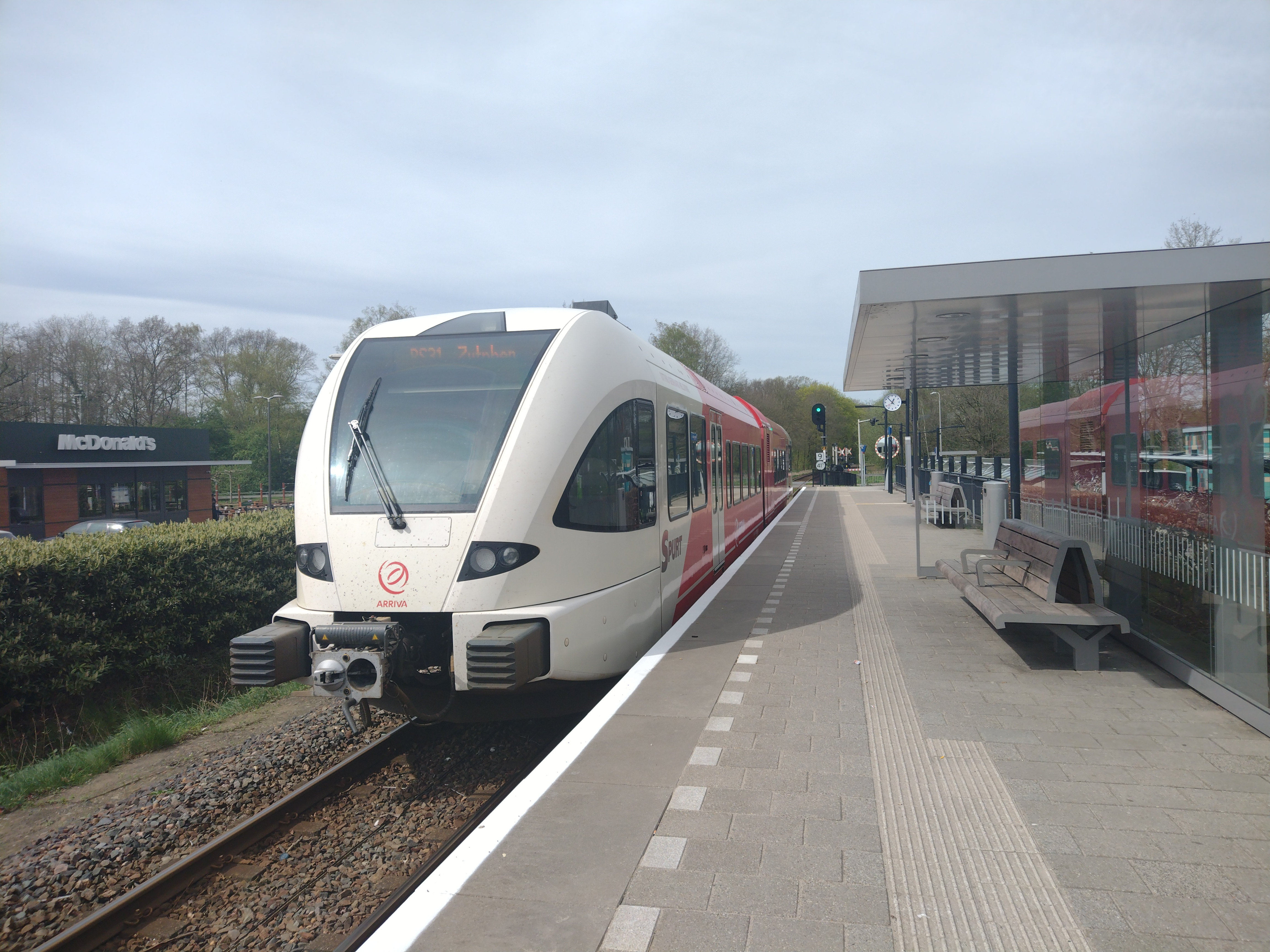
Arriva-trein op het station

0,0: Zutphen ·
0,5: Nieuwstad ·
7,0: Warken ·
11,8: Vorden ·
17,5: Brandenborch ·
21,3: Ruurlo ·
28,8: Beltrum-Zieuwent ·
33,9: Lichtenvoorde-Groenlo ·
42,5: Winterswijk West ·
Winterswijk GOLS ·
43,6: Winterswijk
Huidige stations:
Aalten ·
Apeldoorn · 
-De Maten · 
-Osseveld ·
Arnhem:
-Centraal · 
-Presikhaaf · 
-Velperpoort · 
-Zuid ·
Barneveld:
-Centrum · 
-Noord ·
-Zuid ·
Beesd ·
Brummen ·
Culemborg ·
Didam ·
Dieren ·
Doetinchem · 
-De Huet · 
Duiven ·
Ede:
-Centrum ·
-Wageningen ·
Elst ·
Ermelo ·
Gaanderen · 
Geldermalsen ·
't Harde ·
Harderwijk ·
Hemmen-Dodewaard ·
Kesteren ·
Klarenbeek ·
Lichtenvoorde-Groenlo ·
Lochem ·
Lunteren ·
Nijkerk ·
Nijmegen · 
-Dukenburg · 
-Goffert · 
-Heyendaal · 
-Lent ·
Nunspeet · 
Oosterbeek ·
Opheusden ·
Putten ·
Rheden ·
Ruurlo ·
Terborg ·
Tiel · 
-Passewaaij ·
Twello · 
Varsseveld · 
Veenendaal-De Klomp · 
Velp · 
Voorst-Empe · 
Vorden · 
Wehl ·
Westervoort · 
Wezep · 
Wijchen ·
Winterswijk · 
-West · 
Wolfheze · 
Zaltbommel · 
Zetten-Andelst · 
Zevenaar · 
Zutphen
Voormalige stations: lijst van voormalige spoorwegstations in Gelderland